# Don Kay
Donald Henry (Don) Kay (født 25. januar 1933 i Smithton, Australien) er en australsk komponist, professor, lærer og rektor.
Kay studerede komposition på Universitetet i Melbourne, og privat hos Malcolm Williamson. Han har undervist og været rektor på bl.a. Musikkonservatoriet i Tasmanien, og Universitetet i Tasmanien. Han har skrevet 4 symfonier, orkesterværker, kammermusik, operaer, koncertmusik, scenemusik, filmmusik, korværker, vokalmusik etc.

## Udvalgte værker
- Symfoni Tasmanien "Legenden om Moinee" (nr. 1 ) (1988) - for orkester
- Symfoni nr. 2 "Sydlandet" (1996) - for orkester
- Symfoni nr. 3 "Bekræftelse" (2007) - for orkester
- Symfoni nr. 4 "Floden og Videre" (2016) - for orkester